# Macaronipinguïn
De macaronipinguïn (Eudyptes chrysolophus) is een pinguïn die voorkomt op de eilanden rond Antarctica, vooral op de Crozeteilanden. Hij behoort samen met Schlegels pinguïn tot de grootste pinguïns van de Eudyptes-soorten. Deze pinguïns voeden zich met vis en schaaldieren.

## Oorsprong naam
De macaronipinguïn ontleent zijn naam aan de opvallende geel-oranje pluimveren boven zijn ogen. In de achttiende eeuw werd de term 'Macaroni' gebruikt als bijnaam voor Britse dandy’s – mannen die zich kleedden in extravagante, kleurrijke outfits en vaak veren in hun hoed droegen. Geïnspireerd door deze mode, gaven Britse ontdekkingsreizigers deze pinguïnsoort zijn naam.

## Uiterlijke kenmerken
De vogel is 73 tot 76 cm lang en weegt 3 tot 8,1 kg. Het is een forse zeevogel, zwart van boven en wit van onder. De kop is donkergrijs, op de wangen praktisch zwart. De gele kuif bevat ook oranje en zwarte veertjes en begint al op het voorhoofd en loopt omlaag achter het oog. De enige kuifpinguïn bij wie de kuif ook op het voorhoofd begint is Schlegels pinguïn, maar die is veel lichter op de kop en wangen. De snavel is oranjebruin tot dof rood, de poten zijn roze.

## Levenswijze
Het zijn zeer luidruchtige en vrij agressieve vogels. De kolonies vestigen zich het liefst op een stuk licht hellende grond, niet te dicht in de buurt van het water. Kleinere kolonies delen hun territorium vaak met andere pinguïnsoorten zoals de ezelspinguïn (Pygoscelis papua) en de stormbandpinguïn (P. antarctica). 

## Voortplanting
In de broedperiode zijn het de mannetjes die de nestplaats kiezen en inrichten. De legperiode duurt van oktober tot november. De macaronipinguïn legt eerst 1 klein ei, en 4 tot 6 dagen later komt het tweede ei. Het wijfje neemt de eerste broedperiode op zich, het mannetje de tweede. Na ongeveer 12 tot 14 dagen komen de eieren uit. Het mannetje gaat het kuiken nu nog 2 tot 3 weken bebroeden en het vrouwtje is in die tijd verantwoordelijk voor het zoeken van voedsel. De kuikens verlaten het nest na 65 dagen. Dan gaan de ouders naar zee om te foerageren om daarna naar het strand terug te keren om te ruien.

## Verspreiding
De meeste leven buiten de broedtijd in open zee in de subantarctische wateren (de warmere gebieden rond Antarctica). Ze komen voor in grote kolonies op de Scotiarug in de Zuidelijke Oceaan.

## Status
De grootte van de populatie werd in 2013 door BirdLife International geschat op 6,3 miljoen broedparen verdeeld over minstens 258 kolonies. De grootste liggen op de  Crozeteilanden, Kerguelen,  Heard en McDonaldeilanden,  Zuid-Georgia en Marion Island van de Prins Edwardeilanden met respectievelijk 2,2,  1,8, 1,0, 1,0 en 0,29 miljoen paren. Bekend is dat door een ziekte de broedkolonie op Marion Island sterk in aantal afnam. Verder vormt grootschalige beroepsvisserij in de Zuidelijke Oceaan een bedreiging evenals de aanwezigheid van verwilderde katten, konijnen en muizen op sommige broedeilanden. Om deze redenen staat deze soort als kwetsbaar op de Rode Lijst van de IUCN.

## Etymologie
De "macaroni" in de naam verwijst naar een oude spotnaam. Jonge Britten uit gegoede families maakten als eindpunt van hun opleiding vaak een culturele rondreis door Europa, met Italië als summum. Sommigen onder hen gingen zich onder invloed van de Italiaanse mode excentriek kleden en kregen de bijnaam "macaroni". Door de opvallende kuif van de pinguïn werd ook die zo genoemd.